# Accord de libre-échange entre la Chine et Singapour
L'accord de libre-échange entre la Chine et Singapour est un accord de libre-échange signé le 23 octobre 2008 entre la Chine et Singapour. Il entre en application le 1er janvier 2009. L'accord ne remplace pas pour autant l'Accord de libre-échange entre la Chine et l'ASEAN, mais vise à l'approfondir. Il intègre des mesures phytosanitaires, sur les barrières non tarifaires, des protections des investissements étrangers, etc. Il supprime 95 % des droits de douane chinois sur les exportations de Singapour, et supprime la totalité des droits de douane du Singapour pour les exportations chinoises.
Le 12 novembre 2018, la Chine et Singapour signent une version étendue de l'accord, notamment en ce qui concerne la protection des investissements et le règlement des différends, mais également sur le commerce en ligne ou l'environnement. En avril 2023, les négociations aboutissent à un accord préliminaire sur un nouvel élargissement de l'accord.